# Dr. Rameau
Dr. Rameau è un film muto del 1915 diretto da Will S. Davis.

## Produzione
Il film fu prodotto dalla Fox Film Corporation.

## Distribuzione
Distribuito dalla Fox Film Corporation, il film - presentato da William Fox - uscì nelle sale cinematografiche statunitensi nel luglio 1915.